# Sumberjo (Randublatung)
Sumberjo is een bestuurslaag in het regentschap Blora van de provincie Midden-Java, Indonesië. Sumberjo telt 4808 inwoners (volkstelling 2010).